# 798

## Nașteri
- 1 iulie: Babek soldat iranian (d. 838)
- dată necunoscută: Ștefan al III-lea de Neapole  (d. 832)

## Decese
- dată necunoscută: Constantin al VI-lea  (n. 771)
- 19 februarie: Beatus de Liébana  (n. 731)